# Märkische Oderzeitung
 (février 2023).
Si vous disposez d'ouvrages ou d'articles de référence ou si vous connaissez des sites web de qualité traitant du thème abordé ici, merci de compléter l'article en donnant les références utiles à sa vérifiabilité et en les liant à la section « Notes et références ».
Le Märkische Oderzeitung (en abrégé : MOZ) est un journal régional allemand publié à Francfort-sur-l'Oder en Allemagne.

## Liminaire
La zone de circulation du MOZ est en grande partie identique à l'ancien Bezirk Frankfurt, une région d'environ 600 000 habitants. Elle s'étend le long de la frontière polonaise du nord du Brandebourg jusqu'à Eisenhüttenstadt dans le sud de l'État. À l'ouest, le Märkische Oderzeitung atteint les limites de la ville de Berlin.
Les douze éditions locales comptent environ 240 000 lecteurs. Le tirage vendu s'élève à 67 412 exemplaires, soit moins 50 % depuis 1998. La part des abonnés est traditionnellement élevée.

## Histoire
Le Märkische Oderzeitung est publié depuis le 17 mars 1990, la veille des premières élections libres en RDA, en tant que quotidien indépendant par Märkisches Medienhaus GmbH & Co. KG. Le MOZ a émergé du journal Neuer Tag. Celui-ci a été créé en 1952 à la suite de l'abolition des Länder de la RDA (et de la formation des districts (Bezirke) de la RDA  en tant qu'organe de la direction du district du SED de Francfort (Oder). Au cours de la Wendezeit Sozialistische Tageszeitung im Bezirk Frankfurt/Oder (transl. Quotidien socialiste du district de Francfort/Oder ) était écrit dans le sous-titre du journal. Lorsque le MOZ a été fondé, de nombreux éditeurs du Neuer Tag ont été repris.

## Liste des rédacteurs en chef
- 1990-1996 : Heinz Kannenberg
- 1996-1998 : Claus Detjen
- 1999-2001 : Franz Kadell (de)
- 2001-2006 : Heinz Kurtzbach
- 2002-2018 : Frank Mangelsdorf
- 2017-présent : Claus Liesegang (de)[1]

## Éditions locales
Il existe douze éditions locales du Märkische Oderzeitung : 
- Barnim Echo (Bernau)
- Barnim Echo (Eberswalde)
- Frankfurter Stadtbote (Francfort-sur-l'Oder)
- Märkisches Echo (Strausberg)
- Oderland Echo (Bad Freienwalde)
- Oderland Echo (Seelow)
- Oder-Spree Journal (Eisenhüttenstadt)
- Spree Journal (Beeskow)
- Spree Journal (Erkner)
- Spree Journal (Fürstenwalde)
- Uckermark Anzeiger (Angermünde)
- Uckermark Anzeiger (Schwedt-sur-Oder)